# Damson Idris
Damson Idris (Londen, 2 september 1991) is een Brits acteur, bekend van de misdaadserie Snowfall van John Singleton en de sciencefictionfilm Outside the Wire van Mikael Håfström.
Idris werd geboren in de Londense wijk Peckham en is van Nigeriaanse afkomst. Hij droomde van een voetbalcarrière, maar ging drama studeren aan de Brunel-universiteit in Londen. Hij ontving een Bachelor of Arts in de studies theater, film en televisie. Hij volgde ook een opleiding aan de Identity School of Acting. Na zijn optreden in het Royal National Theatre in Londen, besloot Idris om televisie- en filmrollen na te streven. In mei 2017 won Idris de opkomend talent prijs bij de 12e Screen Nation Film and Television Awards in Londen.

## Filmografie

### Film
Exclusief korte films.
| Jaar | Titel               | Rol                  | Opmerkingen                                                                                        |
| ---- | ------------------- | -------------------- | -------------------------------------------------------------------------------------------------- |
| 2016 | City of Tiny Lights | Hakim                | |
| 2017 | Megan Leavey        | Michael Forman       | |
| 2018 | The Commuter        | Agent Denys          | |
| 2018 | Astral              | Jordan               | |
| 2018 | Farming             | Enitan               | Internationaal filmfestival van Edinburgh, een prijs voor beste uitvoering in een Britse speelfilm |
| 2021 | Outside the Wire    | Thomas Harp          | |
| 2025 | F1                  | Joshua "Noah" Pearce | |

### Televisie
| Jaar       | Titel             | Rol               | Opmerkingen                                                                                   |
| ---------- | ----------------- | ----------------- | --------------------------------------------------------------------------------------------- |
| 2013       | Miranda           | Commuter          | Aflevering: "A Brief Encounter"                                                               |
| 2015       | Casualty          | Leon James        | Aflevering "Heart Over Head"                                                                  |
| 2015       | Doctors           | Krispin Northcote | Aflevering "Surrogate Dad"                                                                    |
| 2017–heden | Snowfall          | Franklin Saint    | Hoofdrol, 30 afleveringen Nominatie: Black Reel Awards for Television voor uitstekende acteur |
| 2019       | The Twilight Zone | Dorian Harrison   | Aflevering "Replay"                                                                           |
| 2019       | Black Mirror      | Jaden Tommins     | Aflevering "Smithereens"                                                                      |

## Theater
| Jaar | Titel         | Rol   | Theater                 | Toneelschrijver    |
| ---- | ------------- | ----- | ----------------------- | ------------------ |
| 2012 | Khadija Is 18 | Sam   | Finborough Theatre      | Shamser Sinha      |
| 2012 | Pandora's Box | Tope  | Arcola Theatre          | Ade Solanke        |
| 2013 | Ghost Town    | Joe   | Pilot Theatre           | Jessica Fisher     |
| 2013 | The DugOut    | Leo   | Tobacco Factory Theatre | Amanda Whittington |
| 2014 | Hotel         | Other | Royal National Theatre  | Polly Stenham      |